# WPK-3924
Der WPK-3924 (russisch Медведь Medwed, „Bär“), auch als SPM-3 bezeichnet, ist ein russisches gepanzertes Fahrzeug, das speziell für das russische Innenministerium entwickelt wurde.

## Entwicklung

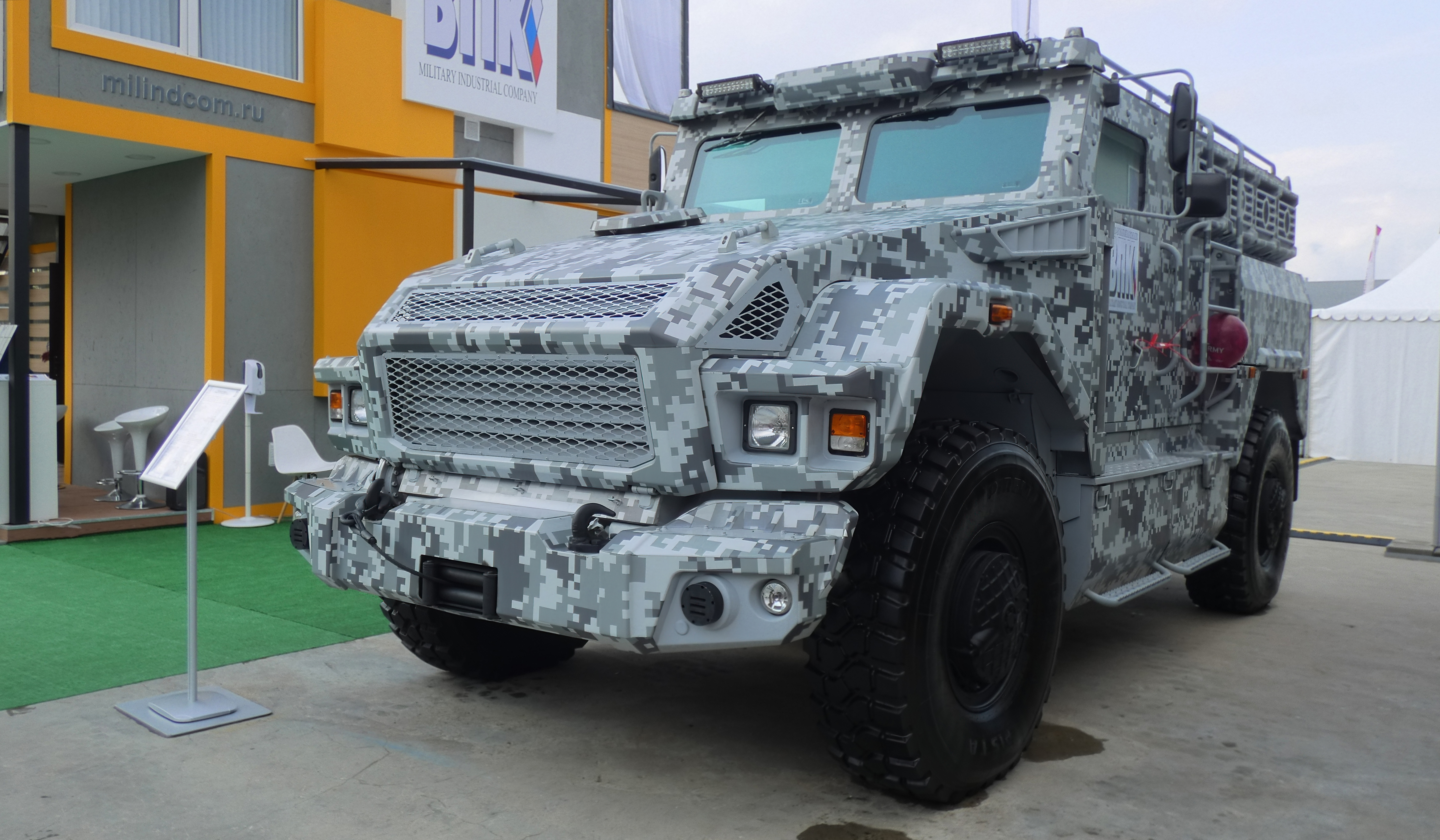
Spezialfahrzeug der Polizei WPK-3924 „Medwed“ während der Ausstellung „Armija 2021“

Das von der Militärischen Industriegesellschaft (russisch Военно-промышленная компания, WPK) hergestellte Fahrzeug wurde erstmals im Jahr 2001 auf der Interpolitex-Ausstellung in Moskau vorgestellt und ist in etwa mit den amerikanischen Fahrzeugen des Typs MRAP vergleichbar. Es ist für die Verwendung durch militärische und zivile Sicherheitseinheiten innerhalb Russlands vorgesehen.
Es handelt sich beim SPM-3 um eine komplette Neuentwicklung, unabhängig von den auch als SPM-1 und SPM-2 bezeichneten Varianten des GAZ-2975. Im Jahr 2019 wurde eine überarbeitete Variante vorgestellt.

## Ausstattung
Der WPK-3924 bietet Rundumschutz gegen panzerbrechende 7,62-mm-Geschosse.  Das Fahrzeug hat einen V-förmigen Rumpf und kann einer Minenexplosion von 6 kg TNT-Äquivalent unter jedem Rad standhalten. Optional sind ein ABC-Schutz sowie ein automatisches Feuerlöschsystem verfügbar. Außerdem ist die Ausstattung mit einer ferngesteuerten Waffenstation mit einem Maschinengewehr unterschiedlichen Kalibers möglich.
Der SPM-3 verwendet eine Reihe bewährter Komponenten, beispielsweise die Aufhängung und den Antriebsstrang des Schützenpanzers BTR-90 sowie das Getriebe und den Motor des Ural-4320. Der YaMZ-7601-Dieselmotor leistet 330 PS. Das Fahrzeug verfügt über einen permanenten Allradantrieb.